# Слободянюк Петро Якович
Петро́ Я́кович Слободяню́к (нар. 30 травня 1948, село Любоіванівка Арбузинського району Миколаївської області, виріс у с. Гоголі Віньковецького району Хмельницької області) — український історик, режисер, диригент, краєзнавець, архівіст. Кандидат історичних наук (1988). Заслужений працівник культури України (1995).

## Біографія
Закінчив 1967 року відділ духових інструментів Кам'янець-Подільського культосвітнього училища, режисерський факультет і 1978 року аспірантуру Київського інституту культури (нині Київський національний університет культури і мистецтв). Кандидатська дисертація «Роль культосвітньої роботи в активізації людського фактору» (1989 р., філософський факультет Київського університету ім. Т.Шевченка).
Служив в армії. Працював завідувачем клубу в селі Новосілки Деражнянського району.
У 1971—1975 роках був (за сумісництвом) художнім керівником і диригентом жіночого духового оркестру «Гусари» Сатанівського цукрового заводу.
Працював методистом, директором Хмельницького обласного будинку народної творчості (нині Хмельницький обласний науково-методичний центр культури і мистецтва) та обласних курсів підготовки працівників культури, завідувачем відділу культури Хмельницького міськвиконкому, з 1984 року — заступником начальника Хмельницького обласного управління культури.
Депутат Хмельницької міської ради (1977—1984 роки)
Начальник Хмельницького обласного управління культури (у 1992—1997 роках), З 1992 р. голова Хмельницької обласної організації Конгресу української інтелігенції. Директор Державного архіву Хмельницької області (від квітня 1997 року по 2010 рік).
У 2012—2016 роках обіймав посаду професора Хмельницької гуманітарно-педагогічної академії. Із 2014 р. — керівник Хмельницького регіонального відділення Української Технологічної Академії. Є членом Національної спілки журналістів України, Національної спілки краєзнавців України, театральних діячів, архівістів України.
 Наукові інтереси — історія України, культурологія, етнологія, релігієзнавство, мистецтвознавство, краєзнавство. Автор і співавтор понад 30 наукових монографій і збірників наукових праць («Культура Хмельниччини», «Українська Церква: історія руїни і відродження», «Місцеве самоврядування Хмельниччини: історико-етнографічні витоки, сторінки минулого та сьогодення місцевих громад», «Нескорені: боротьба ОУН-УПА», «Єврейські общини Правобережної України», «Медицина Поділля», «Подільські комунікації», «Чорна дошка» України", «Адміністративно-територіальний поділ Поділля», «Енергетика Поділля», «Профспілки Хмельниччини: історія та сучасність», «Чорна дошка» України", «Учителі Хмельниччини — жертви сталінських репресій», «Історія місцевих громад Хмельниччини» (Білогірський, Віньковецький, Деражнянський, Летичівський, Ярмолинецький райони), «Ради Хмельниччини на межі тисячоліть», «Життєдайне джерело Поділля», «Історичні центри Поділля» та ін.).
На ХОТРК «Поділля-центр» створив десятки оригінальних телепередач під рубрикою «У пам'яті назавжди», опублікував понад 150 науково-публіцистичних статей, автор сценаріїв і режисер-постановник 200 театралізованих вистав, масових свят, фестивалів і концертів. Організатор низки міжнародних, всеукраїнських, обласних наукових конференцій, круглих столів, семінарів.

## Нагороди
- Хмельницька обласна премія ім. Костя Широцького в галузі мистецтвознавства, фольклору та етнографії за багаторічну плідну діяльність по вивченню, збереженню та примноженню народних традицій, наукові розробки та активну популяризацію українських звичаїв і обрядів, підготовці і видання монографії «Культура Хмельниччини», збірників матеріалів міжнародних і всеукраїнських науково-практичних конференцій (1996);
- Відзнака Українського Фонду Культури «За подвижництво в культурі»(1998);
- Хмельницька міська премія імені Богдана Хмельницького в галузі історико-краєзнавчих досліджень за видання монографій «Культура Хмельниччини», «Українська церква: історія руїни і відродження», «Місцеве самоврядування Хмельниччини»(2003);
- 20 листопада 2007 року відзначено орденом «За заслуги» третього ступеня — за вагомий особистий внесок у дослідження голодоморів в Україні, активну громадську діяльність з метою вшанування пам'яті жертв трагедії [1].
- Почесний краєзнавець України (2011).
- Лауреат Премії імені Петра Тронька (2023)[2].
- Почесна грамота Верховної Ради України (2005), Почесна грамота Кабінету Міністрів України, інші відзнаки.

## Список основних наукових праць П.Я.Слободянюка
Монографії, окремі видання
- Роль культурно-просветительской работы в активизации человеческого фактора: Монография / Киев. гос. университет им. Т. Г. Шевченка. — Киев, 1988. — 222 с. (машинопис).
- Культура Хмельниччини — Хмельницький: Поділля, 1995. — 332 с.
- Українська церква: історія руїни і відродження / Поділ. відділення ІМФЕ ім. М.Рильського НАН України; Держархів Хмельниц. обл. — Хмельницький, 2000. — 266 с.
- «Чорна дошка» України: події 30-х років. — Хмельницький, 2001. –    126 с. (Співавтор Телячий Ю. В.).
- Ради Хмельниччини на межі тисячоліть. — Хмельницький: Поділля, 2003. — 592 с.
- Місцеве самоврядування Хмельниччини: Нариси історії місцевих громад Білогірського району. — Хмельницький: Поділля, 2003. — 214 с. (Співавтор Нестеренко В. А.).
- Місцеве самоврядування Хмельниччини: Нариси історії громад Віньковецького району. — Хмельницький: Поділля, 2003. — 312 с. (Співавтор Рибак І. В.).
- Місцеве самоврядування Хмельниччини: Нариси історії місцевих громад Деражнянського району. — Хмельницький: Поділля, 2003. — 766 с. (Співавтор Горбатюк В. І.).
- Місцеве самоврядування Хмельниччини: Нариси історії місцевих громад Летичівського району. — Хмельницький: Поділля, 2003. — 416 с. (Співавтор Дорош Г. О.).
- Місцеве самоврядування Хмельниччини: Нариси історії місцевих громад Ярмолинецького району. — Хмельницький: Поділля, 2004. — 506 с. (Співавтор Хоптяр Ю. А.).
- Місцеве самоврядування Хмельниччини: Іст.-етногр. витоки, сторінки минулого та сьогодення місцевих громад. — Хмельницький: Поділля, 2004. — 592 с.
- «Чорний» четвер. Пожежа в Камянець-Подільському міському архіві 10 квітня 2013 року: причини, наслідки, уроки (Документи, Матеріали. Публікації). Видання дтуге, доповнен і перероблене. — Хмельницький, 2012. — 372 с. (Співавтор С. Р. Михайлова).
- Єврейські общини Правобережної України: Наук. іст.-етногр. вид.– Хмельницький: ПП Прометей, 2005. — 410 с.
- Педагоги Хмельниччини — жертви сталінських репресій. Ч. І. — Хмельницький: ПП Прометей, 2005. — 288 с. (Співавтори Телячий Ю. В., Чемерис Ю. С.).
- Адміністративно-територіальний устрій Поділля: Історія і сучасність: Монографія / Олуйко В. М., Слободянюк П. Я., Баюк М. І. За заг. ред.     Смолія В. А., Слободянюка П. Я. — Хмельницький, 2005. — 400 с.
- Державний архів Хмельницької області: Буклет / — Хмельницький, 2005. — 12 с.
- Нескорені. (Нац.-визвол. боротьба ОУН-УПА на чолі з генерал-хорунжим Романом Шухевичем) / Хмельниц. облдержадміністрація; Хмельниц. облрада; Держархів Хмельниц. обл.; Упр. культури, туризму і курортів Хмельниц. облдержадміністрації. — Тернопіль: Збруч, 2006. — 76 с. — (15-річчю незалежності України присвячується).
- Нескорені. (Нац.-визвол. боротьба ОУН — УПА на чолі з генерал-хорунжим Романом Шухевичем) / 2-е вид., доп. Хмельниц. облдержадміністрація; Хмельниц. облрада; Держархів Хмельниц. обл. — Тернопіль: Збруч, 2007. — 88 с.
- Khmelnitskiy oblast state archives / P.Slobodyanyuk, G.Osadcha. — Khmelnitskiy, 2007. — 12 s.
- Медицина Поділля. — Кам'янець-Подільський: ПП Мошак, 2007. — 680 с. (Співавтори Флаксемберг А. С., Івахов П. Ю.).
- Воєнне лихоліття на Поділлі (1941—1945 рр.) / За ред. к. і. н., засл. працівника культури України П. Я. Слободянюка, к. ю. н. О. М. Федорчука; Держкомархів України; Хмельниц. облдержадміністрація; Держархів Хмельниц. обл.; Кам'янець-Поділ. нац. ун-т; Хмельниц. екон. ун-т — Кам'янець-Подільський: ПП Медобори, 2007. — 290 с. (Співавтори Вавринчук М. П., Олійник Ю. В., Смоленюк П. С., Телячий Ю. В.).
- Телекомунікації Поділля: історія і сучасність. — Кам'янець-Подільський: ПП Медобори, 2007. — 436 с. (Співавтор Лихогляд О. З.).
- Розіп'яте Голодомором Поділля: Збірник документів і матеріалів про Голодомор 1932—1933 років на Хмельниччині // Упорядники Слободянюк П. Я., Вавринчук М. П., Осадча Г. Г. — Хмельницький, 2008. — 717 с.
- Життєдайне джерело Поділля. До 100-річчя першого централізованого водопостачання м. Хмельницького (Проскурова). — Тернопіль: «Збруч», 2009. — 68 с. (Співавтор Тарчинський В. С.).
- Проскурівсько-Чернівецька операція — видатна подія Другої світової війни. Збірник документів і матеріалів / Упоряд. Слободянюк П. Я., Завальнюк О. М., Вавринчук М. П. — Хмельницький, 2009. — 385 с.
- Герой України Василь Петринюк. Альбом. — Тернопіль: «Тернограф», 2012. — 256 с., іл.
- Енергетика Поділля: минуле та сучасність. — Хмельницький, 2012. — 332 с; іл.
- Профспілки Поділля: історія та сучасність / Співавтор Шкробот П. М. — Хмельницький, 2013. — 276.
- Кремінна (Кременна). Історико-етнографічний нарис. — Тернопіль: Астон, 2017. — 256 с. (Співавтор П. Шкробот).
- Україна — моя доля / Зб. наук. праць і публікацій. — Вінниця: Меркюрі-Поділля, 2018. — 376 с.
- Хмельницький тролейбус. До 50-річчя ХКП «Електротранс» 1970—2020 роки. — Вінниця. ТОВ «Меркьюрі-Поділля», 2020. — 148 с., іл
- Слободянюк П. Вокально-хорова творчість композиторів Хмельниччини: (соц.-психол. аспект) / Співавтор Катерина Івахова. — Хмельницький: Меркьюрі-Поділля, 2019. — 373 с.
- Слободянюк Петро. В переможеній Німеччині./ Співавтор Любов Василів-Базюк. Вінниця: ПП Балюк І. Б., 2019. 140 с.